# Cladangia exusta
Espèce
Statut CITES
Cladangia exusta  est une espèce de coraux appartenant à la famille des Rhizangiidae.